# 何藩
何藩（英語：Fan Ho，1931年10月8日—2016年6月19日），美籍华人香港摄影师、导演、演员，為英國皇家攝影學會以及皇家藝術學會會員。攝影作品收錄於數間具知名度的圖書館和博物館，獲得超過280個攝影獎項，他也多次獲選由美國攝影學會評定的「世界攝影十傑」榮銜，有「東方布列松」之稱。

## 生平

### 早年生平
1931年，何藩出生於中國大陸上海，他在14歲生日時，收到父親贈送的雙鏡反光相機，從此喜歡攝影。1949年，何藩與家人移居香港，曾就读于聖保羅男女中學及新亚书院文學系（肄業；該校現已合併於香港中文大学內），並開始以香港街頭為內容題材的攝影創作。

### 事業生涯
1952年，何藩開始舉辦個人攝影展，於1958年獲得由美國攝影學會評選的「世界攝影十傑」冠軍；而自1958年至1965年間，他連續獲得八屆世界攝影十傑榮銜。何藩於1960年報考加入邵氏，獲得合約成為基本演員，起初先擔任場記，之後轉任演員，他在1966年的《西遊記》中所飾演的「唐僧」受到好評，並且接連參演此系列作的三部續集。1966年，何藩開始創作拍攝實驗電影，他和友人共同執導15分鐘的實驗短片《離》，此片獲得英國「賓巴利國際影展」最佳影片獎；至1970年，何再和另一位攝影師孫寶玲合拍電影《迷》，而《迷》後來透過香港導演唐書璇介紹，入選法國坎城影展參展播映。1972年，他開始正式擔任導演，之後憑藉香港三級片獲得執導的市場成績，其中於1990年推出的作品《三度誘惑》上映時獲得超過港幣1,000萬元的票房，是香港影史首部票房破千萬元的三級片，也是他最成功的商業作品，而另一部作品《心鎖》則獲得成人品牌Penthouse引薦到日本發行。
何藩一家在1979年移居美國，他本人則持續導演工作。直至1996年，他在退休後也移居美國，至加利福尼亞州聖荷西，與家人團聚。之後，何藩整理既有的攝影底片、照片和筆記，用過往出版的攝影作品集尋找合作對象。其後十數年，何藩與「Modernbook Gallery」合作，舉行影展並出版攝影集；他的攝影作品在美國三藩市灣區及世界各地展出受到歡迎，亦出版《香港追憶》（2006）、《人生舞台》（2009），以及《香港‧往日情懷》（2014）等三本個人攝影集，與Modernbook Gallery的合作關係直至2015年秋天結束。雙方的最後一次合作是2014年在香港「AO Vertical」藝術空間舉辦的何藩個人攝影展，以及「何藩的故事｜中環・石板街酒店」推廣活動。

### 逝世

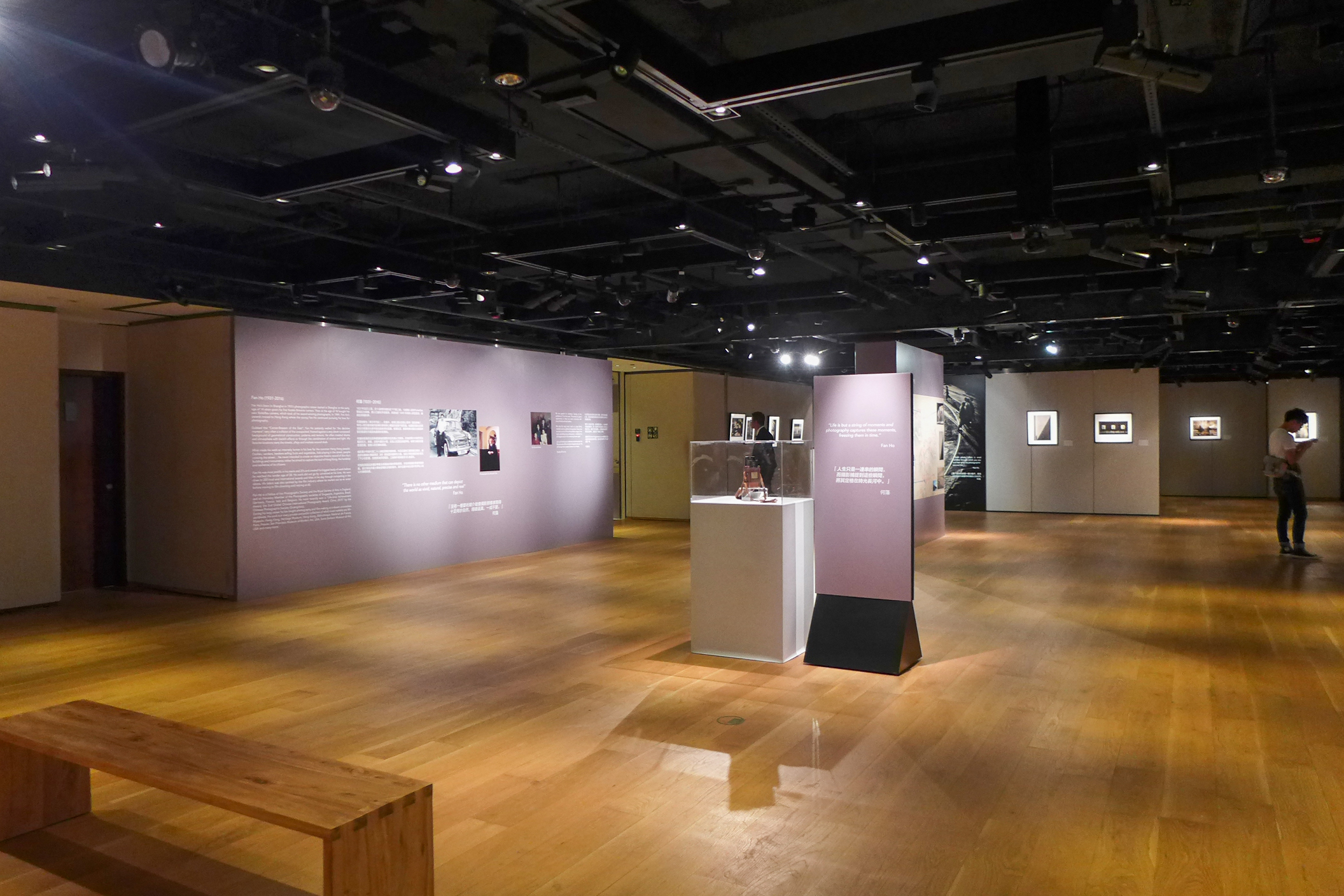
2017年舉行的「何藩：鏡頭細訴香港光影」展覽，首度展出何藩記錄1950年代香港生活的照片

2016年6月19日，何藩因肺炎惡化在美國加州聖荷西的醫院病逝，享年84歲。何藩臨終前數月，與香港「Blue Lotus Gallery」建立獨家代理關係，並開始籌劃他的下一本個人攝影集，出版一些不同於以往的作品，內容是未經過任何處理的相片，相片中的主角大多是自然實拍的普羅大眾；何藩於生前重新檢視底片，挑選出500張他認為值得公開展示的照片，並且為作品命名，而此本攝影集成為他最後的作品。
何藩去世後，除了原先他已挑選出的500幅攝影作品，家人合力再選錄153幅以昔日香港為題材的照片，收錄為個人攝影集《念香港人的舊》，在2017年6月由「WE Press 香港人出版」發行；同月，Blue Lotus Gallery聯同香港蘇富比藝術空間舉辦展售會「何藩：鏡頭細訴香港光影」，展出逾三十幅以過往香港面貌為主題的手洗原作。

## 紀念
2015年11月，何藩的攝影作品《陰影》（Approaching Shadow）以港幣37.5萬元拍賣成交，創下他的作品拍賣最高價格。2019年3月22日至4月14日期間，香港Blue Lotus Gallery 舉辦「何藩：念香港人的舊」攝影展，展出約40張收錄於攝影集《念香港人的舊》內的相片。
2021年10月，何藩九十冥壽，其家人及WE Press 香港人出版發行他的紀念攝影集《感情·感悟·感覺》。
2025年7月，失傳半世紀何藩珍藏著作《街頭攝影叢談》（Thoughts on Street Photography）重現。

## 作品

### 攝影
何藩的攝影作品以1950至1960年代的香港街頭為主要題材，採黑白拍攝，收藏於香港M+博物館、香港文化博物館、法國國家圖書館，以及美國舊金山現代藝術博物館、克利夫蘭藝術博物館等地。
- 攝影集
  - 《香港追憶》（2006年）
  - 《人生舞台》（2009年）
  - 《香港‧往日情懷》（2014年）
  - 《念香港人的舊 （页面存档备份，存于）》（2017年）
  - 《感情·感悟·感覺 （页面存档备份，存于）》（2021年）
- 攝影藝術書籍
  - 《街頭攝影叢談》（2025年）
- 攝影展
  - 《何藩：香港回憶錄》（2014年）
  - 《何藩：鏡頭細訴香港光影》（2017年）
  - 《何藩：念香港人的舊》（2019年）

### 演員
- 《不了情》（1961年）
- 《原野奇俠傳》（1963年）
- 《雙鳳奇緣》（1964年）
- 《紅伶淚》（1965年）飾 羅兆華
- 《宋宮秘史》（1965年）飾 六王爺
- 《西遊記》（1965年）飾 唐僧
- 《鐵扇公主》（1966年）飾 唐僧
- 《歡樂青春》（1966年）
- 《藍與黑》（1966年）
- 《女秀才》（1966年）飾 魏撰之
- 《大俠復仇記》（1967年）飾 李大偉
- 《珊珊》（1967年）飾 余志堅
- 《慾海情魔》（1967年）飾 大衛
- 《盤絲洞》（1967年）飾 唐僧
- 《女兒國》（1968年）飾 唐僧
- 《香噴噴小姐》（1969年）飾 林建華
- 《釣金龜》（1969年）飾 孫家文
- 《孟姜女》（1970年）
- 《盲女金劍》（1970年）
- 《大丈夫能屈能伸》（1970年）
- 《金玫瑰》（1972年）

### 電影導演
- 《離》（1966年）
- 《迷》（1970年）
- 《血愛》（1972年首部正式個人作品）
- 《春滿丹麥》（1973年）
- 《空中少爺》（1974年）
- 《長髮姑娘》（1975年）
- 《昨夜星辰昨夜風》（1975年）
- 《賣身》（1976年）
- 《戇哥哥》（1977年）
- 《初哥初女初夜情》（1977年）
- 《哈囉床上夜歸人》（1978年）
- 《淫獸》（1978年）
- 《花劫》（1982年）
- 《台北吾愛》（1984年）
- 《花女情狂》（1985年）
- 《心鎖》（1986年）
- 《浮世風情繪》（1987年）
- 《慾燄濃情》（1988年）
- 《夜激情》（1989年）
- 《三度誘惑》（1990年）
- 《我為卿狂》（1991年）
- 《四度誘惑》（1991年）
- 《不羈的心》（1993年）
- 《罌粟》（1994年）
- 《豪門聖女》（1997年）

### 執行導演
- 《哎也女朋友》（1992年）

### 監製
- 《哎也女朋友》（1992年）
- 《少女情懷總是詩》（1993年）
- 《不羈的心》（1993年）

### 編劇
- 《台北吾愛》（1980年）
- 《夜激情》（1989年）

## 外部連結
- FAN HO PHOTOGRAPHY 何藩官方網站 （页面存档备份，存于）
- Blue Lotus Gallery：Fan Ho (1931- 2016) （页面存档备份，存于） （英文）
- Biography at Hong Kong Cinemagic （页面存档备份，存于）
- . Hong Kong Movie Database.   [5 June 2017]. （原始内容存档于2018-07-17）.
- 何藩在互联网电影资料库（IMDb）上的資料（英文）
- Ho Fan. . Leica Liker.  與Elizabeth Wang-Lee (Ewanglee)的访谈. 11 January 2013  [9 June 2017]. （原始内容存档于2020-09-27）.